# Rātrī

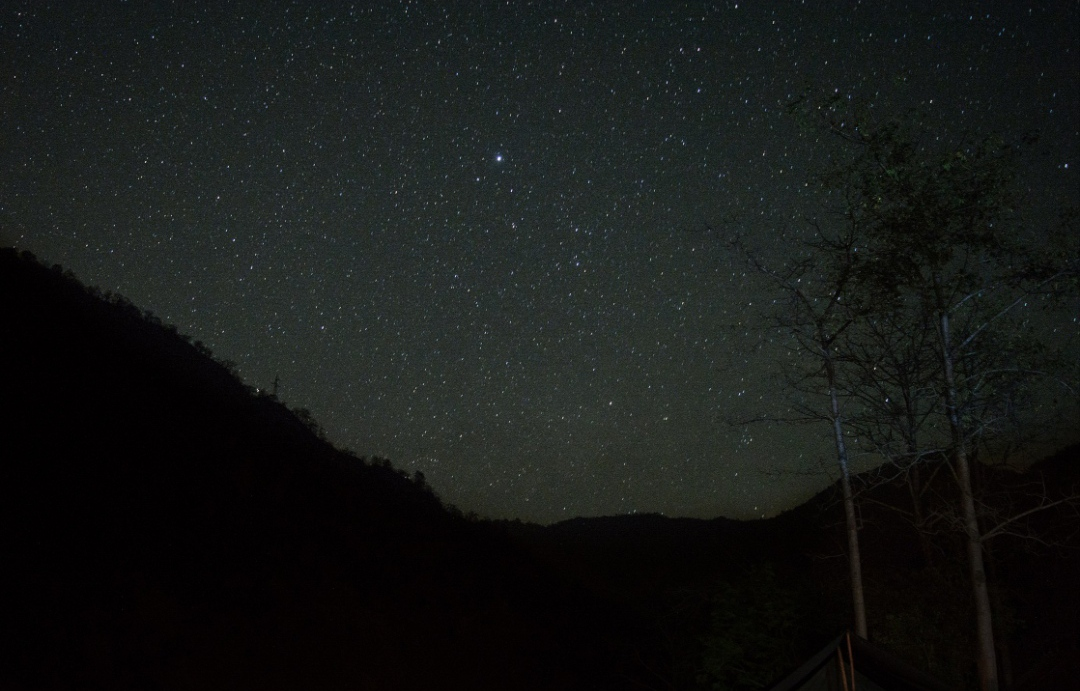
Cielo notturno a Rishikesh, Haryana.

Rātrī è la dea vedica e induista della notte. 
La maggior parte dei riferimenti a Rātrī si trova nel Rigveda, dove è descritta come la sorella di Uṣás, la personificazione dell'alba. Insieme a Uṣás, viene definita una madre potente e rafforzatrice del potere vitale. Rappresenta i ritmi ciclici del cosmo. Il suo aspetto fisico non è menzionato esplicitamente, ma è descritta come una bellissima fanciulla.
A lei sono dedicati un inno del Rigveda e cinque dell'Atharvaveda. I Brahmana e i Sutra la menzionano molte volte.